# Don S. Davis
Don Sinclair Davis (Aurora, Missouri, 4. kolovoza 1942. – Gibsons, Britanska Kolumbija, 29. lipnja 2008.), američki glumac.
Najpoznatiji je po ulozi Majora Generala Georgea S. Hammonda u znanstveno fantastičnoj televizijskoj seriji Zvjezdana vrata SG-1 kao i ulozi Majora Garlanda Briggsa u televizijskoj seriji Twin Peaks. Vrlo je često mijenjan za Dana Elcara. Davis se također pojavio u dvije epizode američke televizijske seije MacGyver, svaki put u drugoj ulozi. 
Bio je glumac, kazališni profesor i kapetan u vojsci SAD-a u šezdesetima. Diplomirao je 1970. godine. 1987. godine je prekinuo profesorski posao da bi se u potpunosti posvetio glumi.
Također se bavio slikanjem i izradom skulptura.

## Filmografija
- Zvjezdana vrata SG-1 General George Hammond
- G.I. Joe: Valor Vs. Venom kao Wild Bill (glas)
- Meltdown kao NRC Carl Mansfield
- Miracle kao Bob Fleming
- NCIS kao MTAC kontrolni službenik
- Andromeda kao Avineri
- Stargate Atlantis kao General George Hammond
- Savage Island; kao Keith Young
- G.I.Joe: Spy Troops the Movie; kao Wild Bill (glas)
- The Twilight Zone; kao Dr. Tate
- The Chris Isaak Show; kao Del
- Just Cause; kao Thornton
- Deadly Little Secrets kao šerif
- The Hostage Negotiator kao Alexander Daniels
- Šesti dan kao Kardinal de la Jolla
- Atomic Trainkao General Harlan Ford
- Con Air kao muškarac u autu
- Prisoner of Zenda, Inc. kao Colonel Zapf
- The Fan kao Stook
- Alaska kao Grazer
- Poltergeist: The Legacy kao Harold Taggart
- The Ranger, the Cook and a Hole in the Sky kao Mr. Smith
- The Outer Limits kao General armije
- The Outer Limits kao Detectiv
- X-files (1994.) kao kapetan William Scully
- Needful Things kao Reverend Willie Rose
- Cliffhanger kao Stuart
- Highlander kao Palance
- Columbo: A Bird in the Hand kao Bertie
- A League of Their Own kao Charlie Collins
- Hook kao Dr. Fields
- Omen IV: The Awakening kao Jake Madison
- Twin Peaks kao Major Garland Briggs
- Cadence kao Haig
- Look Who's Talking kao Dr. Fleischer
- Joanie Loves Chachi kao Benny

## Vanjske poveznice
- IMDb profil